# Vissarión Shebalín
Vissarión Yákovlevich Shebalín  (en ruso: Виссарио́н Я́ковлевич Шебали́н, Omsk, 16 de mayojul./ 29 de mayo de 1902greg.-Moscú, 28 de mayo de 1963) compositor soviético. Tocó varios géneros musicales, cuartetos de cuerda, sinfonías, operas, etc.

## Biografía
Sus padres eran maestros de escuela y estudió en el colegio musical de Omsk, y más tarde en el Instituto de Agricultura. 
Tenía 20 años, cuando siguiendo el consejo de un profesor, fue a Moscú a enseñar sus composiciones a Reinhold Glière y Nikolái Miaskovski, a quienes les gustaron mucho. Shebalín se graduó en el Conservatorio de Moscú en 1928, su diploma fue su Sinfonía 1ª, que dedicó a Nikolái Miaskovski. Años después, su 5ª y última sinfonía fue dedicada a la memoria de Miaskovski.
En los años 1920, Shebalín era miembro de la Asociación para la Música Contemporánea y del círculo informal conocido como "Grupo de Lamm", que se reunía en al apartamento de Pável Lamm, profesor del Conservatorio de Moscú. Además era un amigo muy cercano de Dmitri Shostakóvich.
Tras graduarse en el Conservatorio de Moscú, trabajó como profesor y en 1935 fue responsable de la clase de composición de la Escuela Estatal de Música Gnessin. En los difíciles años de 1942-1948 fue director del Conservatorio de Moscú y director artístico de la Escuela Central de Música de Moscú. Entre sus alumnos se encuentran Edison Denísov, Sofia Gubaidulina, Ester Mägi, Veljo Tormis, Lydia Auster, Tijon Jrénnikov…Y en 1948, como muchos artistas sufrió la purga de la Doctrina Zhdánov,
En 1951, se le concedió el Premio Stalin, y su buen amigo Dmitri Shostakóvich, le dedicó su cuarteto de cuerda (No. 2).
En 1953, sufrió un ataque cerebral, seguido de otro con afasia que mermó su capacidad del habla. A pesar de eso, pocos meses antes de su muerte por un tercer ataque en 1963, completó su 5ª sinfonía. Sus restos descansan en el Cementerio Novodévichi.
Su hijo Dmitri Shebalín (1930-2013) fue violista del Cuarteto Borodín 43 años (1953–96).

## Premios
- Premio Stalin:

primera clase (1943) – por "Cuarteto eslavo"
primera clase (1947) – por la cantata "Moscú"
- Artista Emérito (1942)
- Artista del pueblo de la URSS (artes escénicas) (1947)
- Orden de Lenin (1946)
- Orden de la Bandera Roja del Trabajo (1944)